# 王兼士
王兼士（1905年—1995年10月7日），原名王廉，男，江苏无锡人，中国企业家，曾任闸北水电公司经理，中国中信集团常务董事。

## 家庭
祖父王谷生。父亲王甄如。大哥王赓。